# Vandeleuria oleracea
Vandeleuria oleracea és una espècie de mamífer rosegador de la família dels múrids. Viu a altituds d'entre 200 i 1.500 msnm a Bangladesh, Bhutan, Cambodja, l'Índia, Myanmar, el Nepal, Sri Lanka, Tailàndia, el Vietnam i la Xina. Es tracta d'un animal arborícola. Ocupa una gran varietat d'hàbitats. És una espècie en risc mínim, és a dir, no sembla que hi hagi cap amenaça significativa per a la seva supervivència. El seu nom específic, oleracea, significa ‘verdura’ en llatí.